# Derocrania scitiscabra
Derocrania scitiscabra is een kever uit de familie van de loopkevers (Carabidae). De wetenschappelijke naam van de soort is voor het eerst geldig gepubliceerd in 1859 door Francis Walker.